# Llengües tirrenes
Les llengües tirrenes o família tirrena (alemany: Tyrsenich; nom derivat dels tirrens) és una classificació lingüística proposada per Helmut Rix (1998), on tindrien cabuda les llengües preindoeuropees etrusca, el rètic i el lemni. Rix suposa l'existència del proto-tirsènic cap a l'any 1000 aC.
Una classificació alternativa, més gran, de llengües egees, inclouria l'eteocretenc (llengua minoica) i l'eteoxipriota. En cas de poder demostrar la seva relació amb l'etrusc i el rètic, constituirien un fílum preindoeuropeu que aniria des de les Illes Egees i Creta, passant per la Grècia continental i la península Itàlica fins als Alps. S'ha de dir, però, que aquesta classificació no és la més estesa, ja que la classificació de l'eteocretenc i l'eteoxipriota està per demostrar, i existeixen d'altres teories que les vincularien a les llengües semítiques.
S'ha proposat, a més, una relació de les llengües tirrenes amb les llengües anatòliques dins de la família de llengües indoeuropees (Steinbauer 1999, Palmer 1965), tot i que no és acceptada majoritàriament, malgrat la possibilitat mostrada per Palmer mitjançant algunes inscripcions de lineal A que aquest fos una varietat de luvita). Si aquestes llengües fossin d'estrat indoeuropeu primerenc en lloc de preindoeropeu, es podrien associar a la idea d'un antic europeu proposada pel lingüista Hans Krahe.
Aquest grup lingüístic, en cas de ser consistent, hauria desaparegut al voltant del segle iii aC en el cas de les llengües egees, i cap al segle i aC en el cas de les llengües parlades a la península Itàlica per assimilació al llatí.